# Diócesis de Gaza

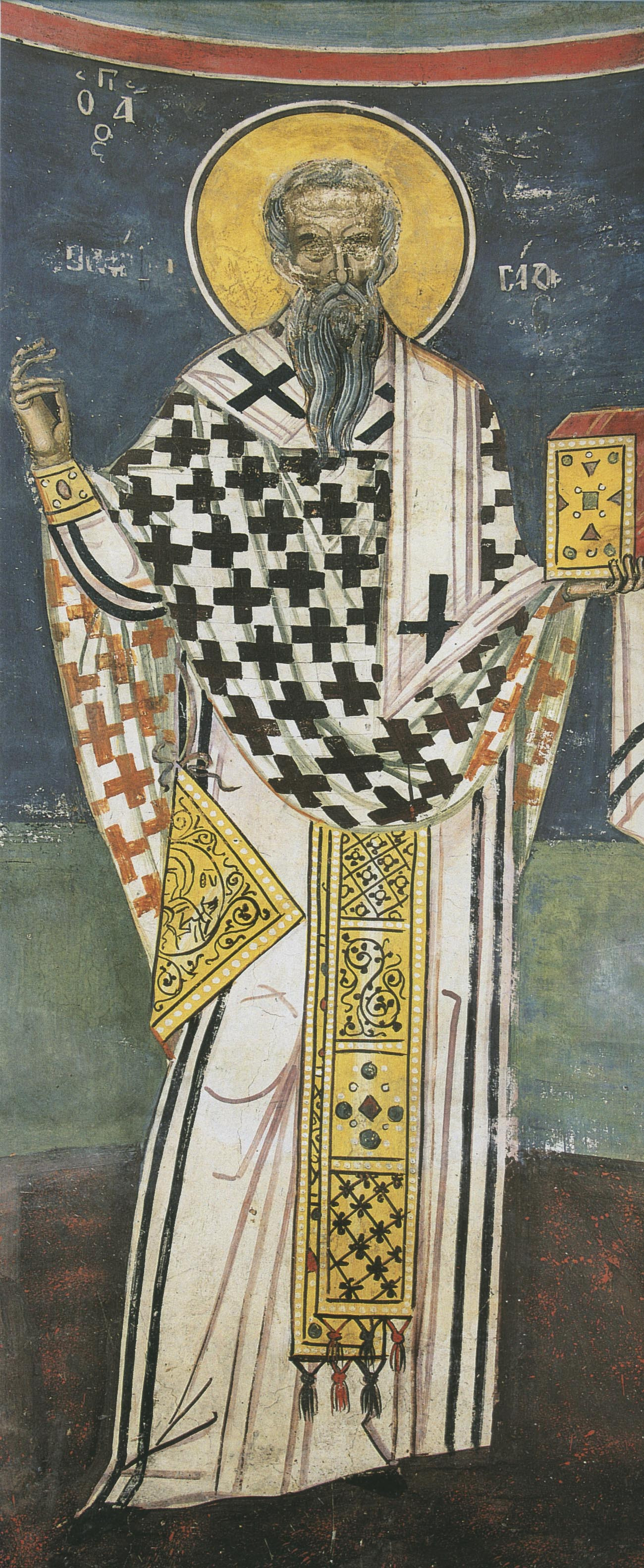
Porfirio de Gaza (ca. 347-420) fue elegido obispo de la diócesis hacia el 395 y ocupó la sede hasta su muerte.

La diócesis de Gaza (en latín: Dioecesis Gazensis) fue una antigua sede episcopal, que se encontraba en la provincia romana de Palestina, suprimida y que actualmente sobrevive como sede titular en la Iglesia católica.
La antigua sede episcopal hacia parte del Patriarcado de Jerusalén y era sufragánea de la arquidiócesis de Cesarea. Según la tradición, su primer obispo fue Filemón, discípulo de Pablo y destinatario de una de sus cartas. Hoy la diócesis de Gaza sobrevive solo como sede titular, en el seno de la Iglesia católica, la sede se encuentra vacante desde el 24 de febrero de 1964.

## Episcopologio
Obispos de Gaza
- Filemón † (siglo I)
- Silvano † (antes de 307-310)[2]
- Asclepio † (antes de 331-después de 348)
- Quinziano † (primera mitad del siglo IV)
- Ireneo † (363-ca. 392/393)
- Eneas † (?-ca. 394/395)
- Porfirio † (ca. 395 -26 de febrero de 420)
- Netoras † (antes de 431-451)
- Pietro † (451-453)
- Timoteo † (mencionado en 491)
- Cirilo † (mencionado en 518)
- Marciano † (mencionado en 536)
- Aureliano †
- Juan †

Obispos titulares
- Hendrik van de Wetering † (8 de febrero de 1895 - 2 de julio de 1895)[3]
- Paolo Schinosi † (19 de abril de 1897 - 8 de abril de 1901)
- Alfonso Archi † (13 de julio de 1901 - 10 de octubre de 1902)
- Costanzo Castrale † (7 de marzo de 1905 - 26 de noviembre de 1936)
- Giovanni Tirinnanzi, O.F.M.Cap. † (2 de julio de 1937 - 27 de enero de 1949)
- James Henry Ambrose Griffiths † (15 de octubre de 1949 - 24 de febrero de 1964)
- Sede vacante (24 de febrero de 1963-vacante)